# Connotea
Connotea fue un servicio gratuito de gestión de referencias bibliográficas en línea para científicos, investigadores y médicos, creado en diciembre de 2004 por Nature Publishing Group y descontinuado en marzo de 2013. Formaba parte de un tipo de herramientas de marcadores sociales, similar a CiteULike y Bibsonomy. Estos servicios ofrecen herramientas de almacenamiento, anotación y uso compartido específicamente para documentos científicos.

## Funcionalidades
Connotea estaba dirigida principalmente a científicos y académicos, y aunque los usuarios podían marcar cualquier página web que eligieran, incorporaba funcionalidades especiales para algunos recursos especialiazdos de información científica. Connotea reconocía una serie de sitios web científicos y recopilaba automáticamente metadatos para el artículo o la página que se marcó, incluidos los nombres de los autores y las publicaciones. También era posible agregar páginas web sin metadatos, introduciendo la información manualmente. Un método alternativo para agregar un artículo era recuperar el formulario de Connotea y agregar el Identificador de objeto digital (DOI) para el artículo. La información sobre el material se recuperaba automáticamente utilizando CrossRef, punto de registro oficial del DOI. De esta forma era posible recuperar rápidamente la referencia de un artículo impreso que tenía una contraparte electrónica con un DOI.
Al guardar un artículo en Connotea, los usuarios etiquetaban el artículo con las palabras clave de su elección. El sistema reconocía a los usuarios que estaban marcando los mismos artículos como favoritos o usando las mismas palabras clave, y los alertaba sobre material potencialmente relacionado. De esta manera desarrollaba gradualmente una folksonomía. De forma predeterminada, los enlaces publicados en Connotea eran visibles públicamente, lo que permitía que los efectos de red se acumularan rápidamente, pero también era posible para los usuarios mantener privados los enlaces seleccionados, ya sea de forma indefinida o hasta una fecha y hora específicas. Connotea también proporcionaba RSS, lo que permitía a los usuarios realizar un seguimiento de los artículos publicados con etiquetas interesantes o por usuarios con intereses similares.
Connotea tenía la capacidad de exportar las referencias en formato RIS a un gestor de referencias bibliográficas . Esto significó que era posible guardar referencias cuando se trabajaba en una computadora sin dicho software bibliográfico instalado e importarlas a este software para citarlas en una etapa posterior.

## Premios
En septiembre de 2005, Connotea ganó el premio a la innovación editorial de la Association of Learned and Professional Society Publishers, y en noviembre de 2005 fue preseleccionada para los premios de la Industria de la Información Internacional en la categoría de Mejor Producto Científico, Técnico y Médico (STM).

## Cierre del servicio
Connotea suspendió el servicio el 12 de marzo de 2013. Una herramienta de exportación permaneció activa hasta el 16 de abril de 2013 para que los usuarios pudieran exportar sus marcadores.